# Кадыров, Владислав Азизович
Владисла́в Ази́зович Кады́ров (азерб. Vladislav Əziz oğlu Qədirov; 16 ноября 1970) — советский и азербайджанский футболист, азербайджанский футбольный тренер. Выступал за сборную Азербайджана. Мастер спорта СССР (1987).

## Карьера

### Клубная
Воспитанник азербайджанского футбола. В 17 лет стал чемпионом мира среди юношей в составе сборной СССР.
С 1988 по 1991 играл в бакинском «Нефтчи», в составе которого стал финалистом Кубка Федерации футбола СССР 1988 года.
В 1992 играл в «Сахалине». За 2 года стал лучшим бомбардиром команды за всю её историю (54 гола). Ему же принадлежит рекорд результативности за один сезон — 34 гола (1994 год, лучший бомбардир зоны «Восток» второй лиги).
В 1994 году сотворил шесть хет-триков и один покер, причём, только один раз хет-трик не помог команде одержать победу. 5 сентября 1994 года «Сахалин» уступил «Динамо» Якутск — 3:4.
В 1995 провёл 2 игры за «Нефтчи», после чего снова играл в России — за «Арсенал» Тула, «Спартак» Рязань и «Ладу-Энергию».
В 1998 вернулся в Азербайджан, играл за «Бакы Фехлеси».

### Тренерская
В сезоне 2006/07 возглавлял клуб первой лиги — бакинский «Стандард».
В июле 2008 года был назначен главным тренером «Мугани» (команда выступала под названием NBC). Под его руководством клуб провёл 17 матчей, 15 из которых были сыграны в Премьер-лиге, а 2 — в Кубке страны, одержала всего 1 победу, 2 матча завершила вничью и потерпела 14 поражений. После двух поражений от «Габалы» и «Симурга» на старте второго круга, Кадыров подал в отставку. В мае 2009 года Кадыров снова стал главным тренером команды, выводил «Мугань» на две оставшиеся игры чемпионата.
Чуть ранее, в апреле 2009 года, был назначен тренером-селекционером сборных Азербайджана U-19 и U-21.
В сезоне 2010/11 — главный тренер клуба «Ряван», с которым вышел из 1-й лиги в высшую. В мае 2011 перешёл на работу спортивным директором «Рявана». В октябре 2011 года был назначен главным тренером «Рявана» вместо Бахмана Гасанова. В феврале 2012 года произошла «обратная замена» — Гасанов сменил Кадырова.
В июне 2012 стал тренером олимпийской (U-21) сборной Азербайджана.